# Joachim Joesten
Joachim Joesten, fils de médecin, est un historien et journaliste américain d'origine allemande né en Allemagne le 29 juin 1907 et décédé en août 1975.

## Biographie
Il a fait ses études aux universités de Nancy (France) et de Madrid en Espagne. Retourné à Berlin, il travailla comme journaliste pour le journal Weltbuehne. Il était en même temps un membre actif du Parti communiste d'Allemagne.
Après la prise de pouvoir par Hitler, il émigra en France, puis au Danemark. C'est au Danemark qu'il publia son premier livre en 1939, Denmark's Day of Doom, aux éditions Victor Gollancz. Lors de l'invasion allemande du Danemark, il s'enfuit en Suède. Il y épousa May Nilsson et le jeune couple émigra aux États-Unis. Dès son arrivée à New York, il rejoignit l'équipe de Newsweek magazine.
Il devint alors également un écrivain indépendant spécialisé dans l'histoire contemporaine et la politique internationale.
Il publia ainsi des livres à succès comme :
- The Battle for the Atlantic (1942) (La bataille de l'Atlantique)
- The Luciano Story (1954) (L'histoire de Luciano)
- Nasser: The Rise to Power (1960) (Nasser : la montée vers le pouvoir)
- The Red Hand (1962) (La main rouge)
- Spies and Spy Techniques since World War II (1963) (Espions et techniques d'espionnage depuis la Seconde Guerre Mondiale)

Il s'intéressa également après-guerre aux réseaux d'anciens criminels nazis et à leurs ramifications internationales, et particulièrement aux activités du réseau nazi tournant autour de Werner Naumann et de Herbert Lucht, ancien membre de la "Propaganda Abteilung" à Paris, dont l'épouse belge, la fausse comtesse "Slissy", était une cousine de Léon Degrelle et la collaboratrice à Paris de Otto Abetz. Il publia à ce sujet :
- Dr. Naumann’s conspiracy, pattern of the world-wide crypto-nazi plot, 1953.

Il s'intéressa plus tard à l'assassinat du président Kennedy et défendit la théorie de la "conspiration" venant de l'établissement américain, théorie qui eut un grand succès.
- Oswald, assassin or fall guy? (1964) (Oswald, assassin ou leurre ?)

Il tenta également de démasquer le réseau qui avait tenté d'assassiner le général de Gaulle, et publia ses recherches dans son livre :
- DE GAULLE AND HIS MURDERERS: A FACTUAL ACCOUNT OF A DRAMATIC PIECE OF CONTEMPORARY HISTORY, 1964.

Il fut un des premiers journalistes contemporains à avoir mis en lumière comme élément moteur de grands événements de l'histoire contemporaine l'action d'une série de "comploteurs" invisibles dont les explications officielles tenteraient de masquer le rôle.